# Tempelhof-Schöneberg
Tempelhof-Schöneberg és un dels dotze districtes administratius en els quals es divideix Berlín, la capital federal d'Alemanya. Actualment és també anomenat setè districte. El seu nom respon a la unió l'any 2001 dels antics districtes de Tempelhof i Schöneberg, que reben el nom dels dos barris més importants i cèntrics de la zona. El seu escut reflecteix de la mateixa manera la unió entre tots dos. La seva seu administrativa es troba al Rathaus Schöneberg, a la John-Kennedy-Platz. Amb una extensió de 53,1 km², 336.282 habitants (30 nov. 2010) i una densitat de població de 6334/km², es tracta del segon districte més poblat de la ciutat després de Pankow.
Fins a l'any 2008 acollia l'Aeroport de Berlín-Tempelhof, convertit posteriorment en un parc urbà.